# Musei delle Marche
Questa lista di musei delle Marche elenca gallerie d'arte e musei archeologici delle Marche.
Mappa di tutte le coordinate: OpenStreetMap  · Bing (max 200) - Esporta: KML  · GeoRSS  · microformat  · RDF

## antiquarium
| immagine | voce                       | descrizione                           | indirizzo                                             | località  | coordinate              | tipo                           |
| -------- | -------------------------- | ------------------------------------- | ----------------------------------------------------- | --------- | ----------------------- | ------------------------------ |
|          | Antiquarium di Pievefavera | antiquarium di Pievefavera, Caldarola | it:Frazione Pievefavera Rocca, 1, 62020, Caldarola MC | Caldarola | 43.136508°N 13.190716°E | antiquarium museo archeologico |

## archivio
| immagine | voce                   | descrizione                          | indirizzo | località | coordinate                                | tipo                                    |
| -------- | ---------------------- | ------------------------------------ | --- | -------- | ----------------------------------------- | --------------------------------------- |
|          | Museo Officine Benelli |                                      | it:Viale Goffredo Mameli 22, 61121 Pesaro                                                                                  | Pesaro   |                                           | archivio biblioteca museo specializzato |
|          | Accademia Georgica     | accademia, museo e archivio di Treia | it:Piazza Cervigni, 1, 62010 Treia it:Piazza della Repubblica, 6 - Treia it:piazza della Repubblica, 13 ‒ 62010 Treia (MC) | Treia    | 43.311127°N 13.3125°E 43.3105°N 13.3116°E | archivio accademia museo specializzato  |

## casa museo
| immagine | voce            | descrizione   | indirizzo                                                       | località | coordinate            | tipo                    |
| -------- | --------------- | ------------- | --------------------------------------------------------------- | -------- | --------------------- | ----------------------- |
|          | Palazzo Colocci | museo di Jesi | it:Piazza Angelo Colocci it:Piazza Colocci Angelo 8, 60035 Jesi | Jesi     | 43.52332°N 13.24458°E | casa museo museo d'arte |

## casa natale
| immagine | voce         | descrizione    | indirizzo                                                               | località | coordinate             | tipo                                                     |
| -------- | ------------ | -------------- | ----------------------------------------------------------------------- | -------- | ---------------------- | -------------------------------------------------------- |
|          | Casa Rossini | Museo italiano | it:via Gioachino Rossini, 34 it:Via Gioacchino Rossini 34, 61121 Pesaro | Pesaro   | 43.91076°N 12.913866°E | casa natale museo specializzato casa museo museo storico |

## castello
| immagine | voce              | descrizione           | indirizzo                                    | località  | coordinate                                      | tipo                                             |
| -------- | ----------------- | --------------------- | -------------------------------------------- | --------- | ----------------------------------------------- | ------------------------------------------------ |
|          | Castello Pallotta | castello di Caldarola | it:Via del Cassero, 2 - 62020 Caldarola (MC) | Caldarola | 43.137562°N 13.224728°E 43.137452°N 13.224642°E | castello museo d'arte edificio religioso museale |

## domus
| immagine | voce              | descrizione                | indirizzo                 | località             | coordinate            | tipo                                                       |
| -------- | ----------------- | -------------------------- | ------------------------- | -------------------- | --------------------- | ---------------------------------------------------------- |
|          | Domus dei Coiedii | sito archeologico italiano | it:Contrada Pian Volpello | Castelleone di Suasa | 43.62508°N 12.98491°E | domus sito archeologico edificio romano parco archeologico |

## edificio militare museo
| immagine | voce                                                | descrizione      | indirizzo                                                                            | località | coordinate              | tipo                                        |
| -------- | --------------------------------------------------- | ---------------- | ------------------------------------------------------------------------------------ | -------- | ----------------------- | ------------------------------------------- |
|          | museo di rievocazione storica della Rocca Roveresca | museo italiano   | it:Piazza Giovanni della Rovere, - Mondavio it:Piazza della Rovere 6, 61040 Mondavio | Mondavio | 43.67418°N 12.968231°E  | edificio militare museo parco storico museo |
|          | Museo della Rocca di Offagna                        | museo di Offagna | it:Piazza del Maniero it:Piazza del Maniero 36, 60020 Offagna                        | Offagna  | 43.527647°N 13.441218°E | edificio militare museo                     |

## fortezza
| immagine | voce                      | descrizione                                        | indirizzo                                            | località         | coordinate                                      | tipo                             |
| -------- | ------------------------- | -------------------------------------------------- | ---------------------------------------------------- | ---------------- | ----------------------------------------------- | -------------------------------- |
|          | Rocca di Acquaviva Picena | rocca nel comune italiano di Acquaviva Picena (AP) | it:Piazza del Forte, 1 - 63075 Acquaviva Picena (AP) | Acquaviva Picena | 42.944532°N 13.812411°E 42.944431°N 13.811864°E | fortezza edificio militare museo |

## insediamento umano
| immagine | voce                           | descrizione                                                            | indirizzo                                                                        | località                 | coordinate              | tipo                                                                 |
| -------- | ------------------------------ | ---------------------------------------------------------------------- | -------------------------------------------------------------------------------- | ------------------------ | ----------------------- | -------------------------------------------------------------------- |
|          | parco archeologico di Sentinum | sito archeologico nel comune italiano di Sassoferrato (AN)             |                                                                                  | Sassoferrato             | 43.41846°N 12.85235°E   | insediamento umano sito archeologico città antica parco archeologico |
|          | Villa Marittima                | sito archeologico nel comune italiano di San Benedetto del Tronto (AP) | it:Piazza Sacconi it:Via Giacchino Rossini - 63074 San Benedetto del Tronto (AP) | San Benedetto del Tronto | 42.950851°N 13.876003°E | insediamento umano sito archeologico parco archeologico              |

## manufatto archeologico museo
| immagine | voce                                    | descrizione                                   | indirizzo | località      | coordinate              | tipo                                                  |
| -------- | --------------------------------------- | --------------------------------------------- | --- | ------------- | ----------------------- | ----------------------------------------------------- |
|          | museo del Risorgimento di Castelfidardo | museo storico a Castelfidardo, Ancona, Italia | it:Via Mazzini, 5 - Castelfidardo it:via Giuseppe Mazzini 5, 60022 Castelfidardo (AN) it:Via G. Mazzini 5, 60022 Castelfidardo | Castelfidardo | 43.464916°N 13.545013°E | manufatto archeologico museo museo storico casa museo |

## monastero
| immagine | voce                        | descrizione                                      | indirizzo                                      | località            | coordinate            | tipo                                                 |
| -------- | --------------------------- | ------------------------------------------------ | ---------------------------------------------- | ------------------- | --------------------- | ---------------------------------------------------- |
|          | monastero di Fonte Avellana | monastero di Fonte Avellana, Serra Sant'Abbondio | it:Via Fonte Avellana, 8 - Serra Sant'Abbondio | Serra Sant'Abbondio | 43.47136°N 12.72657°E | monastero basilica minore edificio religioso museale |

## museo
| immagine | voce                                               | descrizione                                                                              | indirizzo | località               | coordinate                                                             | tipo                                                      |
| -------- | -------------------------------------------------- | ---------------------------------------------------------------------------------------- | --- | ---------------------- | ---------------------------------------------------------------------- | --------------------------------------------------------- |
|          | Civica raccolta di Palazzo Fossa Mancini           | museo civico di Castelplanio, Ancona, Italia                                             | it:piazza Giuseppe Mazzini, 1 | Castelplanio           | 43.494602°N 13.081665°E 43.49455°N 13.08141°E                          | museo museo d'arte moderna                                |
|          | Deposito attrezzato delle opere d'arte di Fabriano | museo italiano                                                                           | it:Via Fontanelle | Fabriano               | 43.334713°N 12.898273°E                                                | museo magazzino                                           |
|          | Archivio storico delle Cartiere Miliani Fabriano   |                                                                                          | it:Viale Pietro Miliani, 31 | Fabriano               | 43.332992°N 12.897708°E                                                | museo archivio privato                                    |
|          | Museo della Resistenza                             | museo di Falconara Marittima                                                             | it:via Cameranesi - Falconara Marittima it:piazza del Municipio, 1 - Falconara Marittima it:Piazza Municipio 1, 60015 Falconara Marittima | Falconara Marittima    | 43.638508°N 13.311326°E 43.627921°N 13.393954°E                        | museo museo storico                                       |
|          | Biblioteca comunale Federiciana                    | biblioteca italiana                                                                      | it:Via Castruccio Castracane, 1, 61032 Fano                                                                                               | Fano                   | 43.8441°N 13.020101°E                                                  | museo biblioteca di conservazione                         |
|          | Museo della pipa                                   | museo italiano                                                                           | it:Viale Trento, 29 | Fermo                  | 43.166252°N 13.725669°E                                                | museo                                                     |
|          | Museo Polare "Silvio Zavatti"                      | Museo dedicato alle ricerche polari italiane e alla conoscenza delle popolazioni artiche | it:Palazzo Paccaroni, Fermo | Fermo                  |                                                                        | museo                                                     |
|          | Museo della civiltà contadina                      | museo di Filottrano                                                                      | it:Via Nazario Sauro, 27 | Filottrano             | 43.43402°N 13.35192°E                                                  | museo                                                     |
|          | Museo d'arte sacra San Clemente                    | museo italiano a Genga                                                                   | it:Piazza S. Clemente, 2 - Genga | Genga                  | 43.428722°N 12.935871°E                                                | museo museo religioso                                     |
|          | Musei civici di Palazzo Buonaccorsi                | museo di Macerata                                                                        | it:Piazza Vittorio Veneto, 2 it:via don Giovanni Minzoni, 24 it:Via Don Giovanni Minzoni 24, 62100 Macerata                               | Macerata               | 43.29899°N 13.451313°E                                                 | museo pinacoteca museo d'arte moderna museo specializzato |
|          | chiesa di San Francesco                            | chiesa di Mercatello sul Metauro                                                         | it:Piazza San Francesco | Mercatello sul Metauro | 43.646111°N 12.336028°E                                                | museo                                                     |
|          | Pinacoteca civica Fortunato Duranti                | museo italiano a Montefortino                                                            | it:Via Roma, 48, 63858 Montefortino FM, Italia it:Via Roma, 12 - Montefortino                                                             | Montefortino           | 42.942128°N 13.342173°E 42.942125°N 13.339937°E                        | museo pinacoteca bene immobile                            |
|          | Museo d'arti e mestieri antichi                    | museo di Montelupone                                                                     | it:Via Ludovico Pochini, 19 ‒ 62010 Montelupone (MC)                                                                                      | Montelupone            | 43.344316°N 13.567698°E 43.34308°N 13.569946°E 43.344124°N 13.565034°E | museo museo etnografico                                   |
|          | Museo civico pinacoteca Palazzo Lazzarini          | palazzo e sede della biblioteca comunale di Morrovalle                                   | it:Piazza Vittorio Emanuele II it:Piazza Vittorio Emanuele II, 8 - Morrovalle                                                             | Morrovalle             | 43.314391°N 13.580028°E                                                | museo palazzo                                             |
|          | Pinacoteca comunale di Ostra                       | museo italiano                                                                           | it:Via Antonio Gramsci, 10 | Ostra                  | 43.612787°N 13.157585°E                                                | museo                                                     |
|          | centro arti visive Pescheria                       | museo di Pesaro                                                                          | it:Corso XI Settembre, 128 | Pesaro                 | 43.911942°N 12.908328°E                                                | museo                                                     |
|          | Biblioteca Oliveriana                              | biblioteca e museo archeologico Oliveriani                                               | it:via Mazza, 97, 61121 | Pesaro                 | 43.9098°N 12.9097°E                                                    | museo biblioteca pubblica                                 |
|          | Museo delle arti monastiche                        | museo italiano a Serra de' Conti                                                         | it:Via Armellini, 2 - Serra de' Conti it:Via Francesco Armellini 2, 60030 Serra De' Conti                                                 | Serra de' Conti        | 43°N 13°E                                                              | museo museo religioso museo storico museo etnografico     |
|          | Museo civico diocesano di Visso                    | museo italiano a Visso                                                                   | it:Piazza Martiri Vissani - Visso | Visso                  | 42.931489°N 13.087194°E                                                | museo museo diocesano                                     |

## museo archeologico
| immagine | voce                                                  | descrizione | indirizzo | località             | coordinate                                      | tipo                                                                         |
| -------- | ----------------------------------------------------- | --- | --- | -------------------- | ----------------------------------------------- | ---------------------------------------------------------------------------- |
|          | Antiquarium Pitinum Mergens                           | museo italiano | it:Corso Roma, 47 - Acqualagna it:Corso Roma 47, 61041 Acqualagna                                               | Acqualagna           | 43.616731°N 12.672018°E                         | museo archeologico museo d'arte moderna                                      |
|          | Museo archeologico nazionale delle Marche             | museo archeologico che testimonia tutta la storia delle Marche, dalle prime testimonianze umane del Paleolitico al periodo romano | it:via Ferretti (Palazzo Ferretti), 6 - Ancona it:Via Gabriele Ferretti 6, 60122 Ancona                         | Ancona               | 43.623165°N 13.510938°E                         | museo archeologico museo museo nazionale italiano museo d'arte               |
|          | Museo archeologico statale di Arcevia                 | museo italiano | it:corso Mazzini, 64 - Arcevia it:Corso Mazzini 64, 60011 Arcevia                                               | Arcevia              | 43.500278°N 12.940278°E                         | museo archeologico museo nazionale italiano                                  |
|          | Museo dell'Alto Medioevo                              | museo di Ascoli Piceno | it:Piazza Arrigo, 1 - Ascoli Piceno it:Via delle Terme 14, 63100 Ascoli Piceno                                  | Ascoli Piceno        | 42.8529°N 13.5853°E                             | museo archeologico edificio militare museo museo d'arte                      |
|          | Museo archeologico statale di Ascoli Piceno           | museo archeologico di Ascoli Piceno                                                                                               | it:piazza Arringo, 28 - Ascoli Piceno it:Piazza Arringo 28, 63100 Ascoli Piceno                                 | Ascoli Piceno        | 42.85369°N 13.57787°E                           | museo archeologico museo nazionale italiano                                  |
|          | museo civico archeologico della città romana di Suasa | museo a Castelleone di Suasa (AN)                                                                                                 | it:Piazza della Rovere 2, 60010 Castelleone di Suasa                                                            | Castelleone di Suasa | 43.60904°N 12.977337°E                          | museo archeologico                                                           |
|          | Museo archeologico statale di Cingoli                 | museo archeologico di Cingoli | it:piazza Vittorio Emanuele II, 25 - Cingoli it:Piazza Vittorio Emanuele Ii 5, 62011 Cingoli                    | Cingoli              | 43.374211°N 13.21644°E                          | museo archeologico museo nazionale italiano                                  |
|          | Museo speleo paleontologico e archeologico di Genga   | museo italiano | it:Frazione San Vittore Terme it:fraz. San Vittore, 7 - Genga it:Frazione San Vittore 7, 60040 Genga            | Genga                | 43.40226°N 12.970393°E                          | museo archeologico museo museo di storia naturale                            |
|          | Museo civico archeologico di Jesi e del territorio    | museo italiano | it:Via XV Settembre, 10 it:Via Xv Settembre 10, 60035 Jesi                                                      | Jesi                 | 43.52141°N 13.24262°E                           | museo archeologico museo storico                                             |
|          | Museo civico archeologico Monte Rinaldo               | museo di Monte Rinaldo | it:Via Crocifisso it:Località la Cuma, Monte Rinaldo                                                            | Monte Rinaldo        | 43.028°N 13.57925°E 43.02812°N 13.579693°E      | museo archeologico parco archeologico museo                                  |
|          | Museo civico archeologico                             | museo di Monterubbiano | it:Via Trento e Trieste,1                                                                                       | Monterubbiano        | 43.085224°N 13.716847°E                         | museo archeologico casa museo                                                |
|          | Polo culturale San Francesco                          | museo di Monterubbiano | it:Via Pagani, 13 - Monterubbiano it:Via Pagani 13, 63825 Monterubbiano                                         | Monterubbiano        | 43.085788°N 13.716777°E                         | museo archeologico museo di storia naturale museo d'arte museo specializzato |
|          | antiquarium statale di Numana                         | museo italiano | it:via la Fenice, 4 - Numana it:Via la Fenice 4, 60122 Numana                                                   | Numana               | 43.513278°N 13.620947°E                         | museo archeologico museo nazionale italiano                                  |
|          | Museo civico archeologico Cesare Cellini              | museo italiano | it:Piazza XX Settembre, 12 it:Piazza XX Settembre, - Ripatransone it:Piazza Xx Settembre 12, 63065 Ripatransone | Ripatransone         | 43.000342°N 13.762586°E 43.000576°N 13.762321°E | museo archeologico                                                           |
|          | Museo archeologico del territorio di Suasa            | museo italiano a San Lorenzo in Campo (PU)                                                                                        | it:Via Mazzini, 2                                                                                               | San Lorenzo in Campo | 43.6045°N 12.9448°E                             | museo archeologico                                                           |
|          | Museo archeologico statale di Urbisaglia              | museo archeologico di Urbisaglia                                                                                                  | it:traversa Piccinini - Urbisaglia                                                                              | Urbisaglia           | 43.19701°N 13.37672°E                           | museo archeologico                                                           |

## museo d'arte
| immagine | voce                                                 | descrizione                  | indirizzo                                                                                         | località      | coordinate                                      | tipo                                                                                                  |
| -------- | ---------------------------------------------------- | ---------------------------- | ------------------------------------------------------------------------------------------------- | ------------- | ----------------------------------------------- | --- |
|          | Pinacoteca civica Francesco Podesti                  | museo italiano               | it:Via Pizzecolli, 17 it:Vicolo Foschi 4, 60121 Ancona                                            | Ancona        | 43.620785°N 13.511146°E                         | museo d'arte pinacoteca                                                                               |
|          | Museo della ceramica                                 | museo di Ascoli Piceno       | it:Piazza San Tommaso, 11 - Ascoli Piceno it:Piazza San Tommaso 11, 63100 Ascoli Piceno           | Ascoli Piceno | 42.8556°N 13.5711°E                             | museo d'arte                                                                                          |
|          | civica raccolta d'arte "Claudio Ridolfi"             | museo italiano               | it:Via del Corso it:Piazza del Cassero, - Corinaldo it:piazza del Cassero 1, 60013 Corinaldo (AN) | Corinaldo     | 43.64893°N 13.047831°E 43.650143°N 13.047107°E  | museo d'arte museo d'arte moderna                                                                     |
|          | Museo parrocchiale di Corridonia                     | museo italiano               | it:Via Cavour, 54 - Corridonia it:Via Cavour 54, 62014 Corridonia                                 | Corridonia    | 43.248805°N 13.512141°E                         | museo d'arte pinacoteca museo religioso                                                               |
|          | pinacoteca civica e galleria d'arte contemporanea    | museo italiano a Jesi        | it:Via 15 settembre, 10 it:Via Xv Settembre 10, 60035 Jesi                                        | Jesi          | 43.52151°N 13.242607°E                          | museo d'arte pinacoteca museo d'arte moderna                                                          |
|          | Museo Pontificio Santa Casa                          | museo di Loreto              | it:Piazza della Madonna, Loreto it:Piazza della Madonna, 1, 60025 Loreto (AN)                     | Loreto        | 43.44112°N 13.608952°E                          | museo d'arte                                                                                          |
|          | Pinacoteca civica (Monterubbiano)                    | museo italiano               | it:Via Trento e Trieste,1                                                                         | Monterubbiano | 43.085224°N 13.716847°E                         | museo d'arte                                                                                          |
|          | Museo civico di Osimo                                | museo italiano               | it:Via Campana it:Piazza Dante, 5 it:Via Campana, 6 - Osimo                                       | Osimo         | 43.48654°N 13.485655°E 43.486458°N 13.484827°E  | museo d'arte museo d'arte moderna                                                                     |
|          | Museo civico-parrocchiale Maria Crocefisso Satellico | museo italiano               | it:Piazza Satellico, 3 it:Piazza Satellico 3, 60010 Ostra Vetere                                  | Ostra Vetere  | 43.60404°N 13.058488°E                          | museo d'arte museo archeologico museo dell'industria                                                  |
|          | musei civici di Pesaro                               | museo italiano               | it:Piazza Toschi Mosca, 29 - Pesaro it:Piazza Vincenzo Toschi Mosca 29, 61121 Pesaro              | Pesaro        | 43.91116°N 12.91327°E                           | museo d'arte museo d'arte moderna                                                                     |
|          | Museo civico Villa Colloredo Mels                    | museo di Recanati            | it:Via Gregorio XII ‒ 62019 Recanati (MC) it:Via Gregorio Xii 14, 62019 Recanati                  | Recanati      | 43.406268°N 13.543544°E                         | museo d'arte museo archeologico museo etnografico                                                     |
|          | Museo civico di Ripatransone                         | museo italiano               | it:Corso Vittorio Emanuele, 130 it:Corso Vittorio Emanuele, - Ripatransone                        | Ripatransone  | 43.001587°N 13.763181°E 42.998047°N 13.760514°E | museo d'arte                                                                                          |
|          | Museo e pinacoteca Scipione Gentili                  | museo in Italia              | it:Via Raffaele Merelli, - San Ginesio                                                            | San Ginesio   | 43.108462°N 13.319987°E                         | museo d'arte                                                                                          |
|          | Galleria nazionale delle Marche                      | museo di belle arti italiano | it:Piazza Rinascimento, 13 - Urbino it:Piazza Rinascimento 13, 61029 Urbino                       | Urbino        | 43.724344°N 12.636471°E                         | museo d'arte museo nazionale palazzo museo nazionale italiano museo archeologico museo d'arte moderna |
|          | Casa Santi                                           | museo italiano               | it:Via Raffaello Sanzio, 57 - Urbino it:Via Raffaello 57, 61029 Urbino                            | Urbino        | 43.727046°N 12.635355°E                         | museo d'arte casa natale casa museo                                                                   |

## museo d'arte moderna
| immagine | voce                                                       | descrizione                        | indirizzo | località            | coordinate                                  | tipo                                          |
| -------- | ---------------------------------------------------------- | ---------------------------------- | --- | ------------------- | ------------------------------------------- | --------------------------------------------- |
|          | Galleria d'arte contemporanea Osvaldo Licini               | museo italiano                     | it:Corso Mazzini, 90 - Ascoli Piceno it:Corso Giuseppe Mazzini 90, 63100 Ascoli Piceno                                                                    | Ascoli Piceno       | 42.8552°N 13.5723°E                         | museo d'arte moderna                          |
|          | Museo Palazzo Ricci                                        | museo in Italia                    | it:Via Domenico Ricci, 1 it:Via Domenico Ricci 1, 62100 Macerata                                                                                          | Macerata            | 43.299183°N 13.450595°E                     | museo d'arte moderna                          |
|          | Museo della scultura contemporanea Matera                  | Museo della Scultura Contemporanea | it:Via San Giacomo 5, 75100 Matera | Matera              | 40.666108°N 16.612211°E 40.666°N 16.61196°E | museo d'arte moderna bene immobile            |
|          | Casa museo di Osvaldo Licini                               | museo di Monte Vidon Corrado       | it:Via Osvaldo Licini, 5, 63835 Monte Vidon Corrado it:Piazza Osvaldo Licini 5, 63836 Monte Vidon Corrado it:Piazza Licini Osvaldo 9, Monte Vidon Corrado | Monte Vidon Corrado | 43.121378°N 13.484825°E                     | museo d'arte moderna casa museo museo storico |
|          | Museo civico e della mail art                              | museo italiano                     | it:Via Circonvallazione, 41 - Montecarotto | Montecarotto        | 43.525833°N 13.063889°E                     | museo d'arte moderna                          |
|          | Museo d'arte moderna, dell'informazione e della fotografia | museo di Senigallia                | it:Via Pisacane, 84 - Senigallia it:Via Piazza del Duca 5, 60019 Senigallia                                                                               | Senigallia          | 43.712563°N 13.217677°E                     | museo d'arte moderna                          |

## museo dell'industria
| immagine | voce                                       | descrizione    | indirizzo                                                                                                  | località     | coordinate              | tipo                                          |
| -------- | ------------------------------------------ | -------------- | --- | ------------ | ----------------------- | --------------------------------------------- |
|          | Museo della miniera di zolfo di Cabernardi | museo italiano | it:Via Contrada Nuova, 1 - Frazione Cabernardi di Sassoferrato it:Via Contrada Nuova 1, 60041 Sassoferrato | Sassoferrato | 43.506858°N 12.866124°E | museo dell'industria casa museo museo storico |

## museo della carta
| immagine | voce                                | descrizione                                                  | indirizzo                                                                                    | località | coordinate           | tipo                                                         |
| -------- | ----------------------------------- | ------------------------------------------------------------ | -------------------------------------------------------------------------------------------- | -------- | -------------------- | ------------------------------------------------------------ |
|          | museo della carta e della filigrana | museo della tipica produzione della carta a Fabriano, Ancona | it:largo Fratelli Spacca, 2 ‒ 60044 Fabriano (AN) it:Largo Fratelli Spacca 2, 60044 Fabriano | Fabriano | 43.3333°N 12.90268°E | museo della carta museo specializzato museo della tecnologia |

## museo della moda
| immagine | voce                                         | descrizione        | indirizzo                                                                                          | località  | coordinate              | tipo                                 |
| -------- | -------------------------------------------- | ------------------ | -------------------------------------------------------------------------------------------------- | --------- | ----------------------- | ------------------------------------ |
|          | sala del costume e delle tradizioni popolari | museo di Corinaldo | it:largo XVII settembre 1860 6, 60013 Corinaldo (AN) it:Largo 17 Settembre 1860 5, 60013 Corinaldo | Corinaldo | 43.649048°N 13.048197°E | museo della moda museo specializzato |

## museo della tecnologia
| immagine | voce                     | descrizione    | indirizzo                                | località      | coordinate             | tipo                                                         |
| -------- | ------------------------ | -------------- | ---------------------------------------- | ------------- | ---------------------- | ------------------------------------------------------------ |
|          | cartiera papale          | museo italiano | it:Via della Cartiera, 1 - Ascoli Piceno | Ascoli Piceno | 42.8495°N 13.5697°E    | museo della tecnologia museo di storia naturale              |
|          | Museo dell'arte del vino | museo italiano | it:Via G. Marconi, 29 - Staffolo         | Staffolo      | 43.432858°N 13.18367°E | museo della tecnologia museo specializzato museo etnografico |

## museo di storia naturale
| immagine | voce                                        | descrizione              | indirizzo                                                                                | località        | coordinate                 | tipo                                         |
| -------- | ------------------------------------------- | ------------------------ | ---------------------------------------------------------------------------------------- | --------------- | -------------------------- | -------------------------------------------- |
|          | Museo malacologico piceno                   | museo italiano           | it:Via Adriatica, 240 - Cupra Marittima it:Via Adriatica Nord 240, 63064 Cupra Marittima | Cupra Marittima | 43.0387°N 13.8555°E        | museo di storia naturale museo etnografico   |
|          | Museo di scienze naturali Luigi Paolucci    | museo italiano a Offagna | it:Via del Monastero, 8 - Offagna                                                        | Offagna         | 43.527419°N 13.440739°E    | museo di storia naturale museo specializzato |
|          | Museo Civico di Storia Naturale di Macerata | museo italiano           | via Santa Maria della Porta 65, Macerata (MC)                                            | Macerata        | 43°18′00.3″N 13°27′18.96″E | museo di storia naturale                     |

## museo diocesano
| immagine | voce                                                | descrizione               | indirizzo                                                                                  | località      | coordinate                                      | tipo                                                                   |
| -------- | --------------------------------------------------- | ------------------------- | ------------------------------------------------------------------------------------------ | ------------- | ----------------------------------------------- | ---------------------------------------------------------------------- |
|          | Museo diocesano di Ancona "Mons. Cesare Recanatini" | museo diocesano italiano  | it:Piazzale del Duomo, 9 it:Piazza Duomo, 9 - Ancona it:Piazza Duomo, 9, 60121 Ancona (AN) | Ancona        | 43.6256°N 13.5102°E 43.62498°N 13.510079°E      | museo diocesano museo religioso museo d'arte                           |
|          | Museo diocesano (Ascoli Piceno)                     | museo italiano            | it:Piazza Arringo, 10B - Ascoli Piceno it:Piazza Arringo, 63100 Ascoli Piceno (AP)         | Ascoli Piceno | 42.853245°N 13.578308°E                         | museo diocesano palazzo museo museo religioso museo d'arte             |
|          | Museo diocesano di Fabriano                         | museo italiano a Fabriano | it:Piazza Giovanni Paolo II, 1 it:Piazza Papa Giovanni Paolo Secondo 1, 60044 Fabriano     | Fabriano      | 43.335531°N 12.903612°E                         | museo diocesano museo d'arte museo religioso                           |
|          | Museo diocesano (Fermo)                             | museo italiano            | it:Piazzale Girfalco, 1 - Fermo it:Piazzale del Girfalco, snc, 63900 Fermo (FM)            | Fermo         | 43.161276°N 13.716577°E                         | museo diocesano museo religioso museo d'arte                           |
|          | Museo diocesano                                     | museo di Jesi             | it:Palazzo Ripanti - Piazza Federico II, 7 - Jesi it:Piazza Federico II,7, 60035 Jesi (AN) | Jesi          | 43.524406°N 13.245806°E                         | museo diocesano museo religioso museo d'arte                           |
|          | Museo diocesano                                     |                           | it:Piazza Strambi, Macerata it:Piazza Strambi, 2, 62100 Macerata (MC)                      | Macerata      |                                                 | museo diocesano museo di arte sacra museo religioso museo archeologico |
|          | Museo diocesano di Osimo                            | museo italiano a Osimo    | it:Piazza Episcopio, 3 it:Piazza Duomo, 7 - Osimo it:Piazza Episcopio,3, 60027 Osimo (AN)  | Osimo         | 43.486002°N 13.480704°E 43.486053°N 13.480407°E | museo diocesano museo religioso museo d'arte                           |
|          | museo diocesano di Pesaro                           | museo in Italia           | it:Via Gioacchino Rossini 53, 61121, Pesaro (PU)                                           | Pesaro        | 43.91135°N 12.91411°E                           | museo diocesano museo religioso museo d'arte museo archeologico        |
|          | Museo diocesano                                     | museo italiano a Recanati | it:Via Gregorio XII, 2 - Recanati it:via Gregorio XXII°, 2, 62019 Recanati (MC)            | Recanati      | 43.40618°N 13.543963°E                          | museo diocesano museo religioso museo storico museo d'arte             |
|          | Museo diocesano di Senigallia                       | museo di Senigallia       | it:Piazza Garibaldi, 3 - Senigallia it:Piazza G.Garibaldi, 3, 60019 Senigallia (AN)        | Senigallia    | 43.714073°N 13.214817°E                         | museo diocesano pinacoteca museo religioso museo d'arte                |
|          | Museo diocesano Albani                              | Museo di Urbino           | it:Piazza Pascoli, 2 - Urbino it:Presso Cattedrale it:Piazza Pascoli, 2, 61029 Urbino (PU) | Urbino        | 43.72506°N 12.636742°E                          | museo diocesano biblioteca specializzata museo religioso museo d'arte  |

## museo etnografico
| immagine | voce                              | descrizione         | indirizzo                                                                                    | località     | coordinate              | tipo                                       |
| -------- | --------------------------------- | ------------------- | -------------------------------------------------------------------------------------------- | ------------ | ----------------------- | ------------------------------------------ |
|          | Museo di Cantiano                 | museo italiano      | it:Via IV Novembre it:Via Iv Novembre 46, 61044 Cantiano                                     | Cantiano     | 43.473835°N 12.628443°E | museo etnografico museo di storia naturale |
|          | Musei scientifici di Villa Vitali | museo italiano      | it:Viale Trento, 29 - Fermo                                                                  | Fermo        | 43.166252°N 13.725669°E | museo etnografico                          |
|          | Museo del Biroccio                | museo di Filottrano | it:Vicolo Beltrami, 2                                                                        | Filottrano   | 43.43564°N 13.350639°E  | museo etnografico                          |
|          | Museo Utensilia                   | museo italiano      | it:Camminamento La Scarpa, 4/A it:Piazza Romagnoli 6, 60030 Morro d'Alba                     | Morro d'Alba | 43.601707°N 13.214336°E | museo etnografico museo specializzato      |
|          | Museo di storia della mezzadria   | museo di Senigallia | it:Piazzale delle Grazie, 2 - Senigallia it:Strada Comunale delle Grazie 2, 60019 Senigallia | Senigallia   | 43.705492°N 13.186361°E | museo etnografico casa museo               |

## parco archeologico
| immagine | voce                              | descrizione                                              | indirizzo                                                             | località   | coordinate                                  | tipo                                                        |
| -------- | --------------------------------- | -------------------------------------------------------- | --------------------------------------------------------------------- | ---------- | ------------------------------------------- | ----------------------------------------------------------- |
|          | parco archeologico di Urbs Salvia | sito archeologico nel comune italiano di Urbisaglia (MC) | it:SP78 it:Sp 78 - Urbisaglia it:Via del Sacrario 5, 62010 Urbisaglia | Urbisaglia | 43.1981°N 13.3853°E 43.200054°N 13.386035°E | museo nazionale parco archeologico museo nazionale italiano |

## museo religioso
| immagine | voce                                          | descrizione     | indirizzo                                                      | località      | coordinate              | tipo                         |
| -------- | --------------------------------------------- | --------------- | -------------------------------------------------------------- | ------------- | ----------------------- | ---------------------------- |
|          | Museo di arte sacra Giovanni da San Guglielmo | museo in Italia | it:Via Roma - Montecassiano it:Via Roma 6, 62010 Montecassiano | Montecassiano | 43.362938°N 13.436185°E | museo religioso museo d'arte |

## museo specializzato
| immagine | voce                                                             | descrizione                                                     | indirizzo | località           | coordinate                                    | tipo                                                                                              |
| -------- | ---------------------------------------------------------------- | --------------------------------------------------------------- | --- | ------------------ | --------------------------------------------- | ------------------------------------------------------------------------------------------------- |
|          | Museo tattile statale Omero                                      | museo italiano                                                  | it:banchina Giovanni da Chio, 28 - Ancona it:Banchina Giovanni da Chio 28, 60121 Ancona                                                                | Ancona             | 43.614346°N 13.503796°E                       | museo specializzato museo d'arte moderna museo nazionale italiano museo d'arte museo archeologico |
|          | museo internazionale dell'immagine postale di Belvedere Ostrense | museo di Belvedere Ostrense                                     | it:Via Vannini, 7 it:Via Vannini, 7 - Belvedere Ostrense it:Via Vannini 7, 60030 Belvedere Ostrense (AN) it:Via Vannini 7, 60030 Belvedere Ostrense    | Belvedere Ostrense | 43.58083°N 13.166835°E 43.58104°N 13.166649°E | museo specializzato                                                                               |
|          | museo internazionale della fisarmonica di Castelfidardo          | museo della fisarmonica situato a Castelfidardo, Ancona, Italia | it:Via Mordini, 1 - Castelfidardo it:Via Ciriaco Mordini 1, 60022 Castelfidardo (AN) it:Via C. Mordini 1, 60022 Castelfidardo                          | Castelfidardo      | 43.46462°N 13.546429°E                        | museo specializzato museo etnografico                                                             |
|          | museo internazionale dell'etichetta del vino                     | museo italiano                                                  | it:Corso Leopardi, 58 - Cupramontana it:Corso Leopardi 59, 60034 Cupramontana                                                                          | Cupramontana       | 43.445575°N 13.117332°E                       | museo specializzato casa museo                                                                    |
|          | Museo della Stampa                                               | museo italiano                                                  | it:Via Valle, 3 it:Via Valle 3, 60035 Jesi | Jesi               | 43.523059°N 13.246523°E                       | museo specializzato museo della tecnologia                                                        |
|          | Museo della Scuola Paolo e Ornella Ricca                         |                                                                 | it:Via Giosue' Carducci, Macerata | Macerata           | 43.29737°N 13.45425°E                         | museo specializzato museo storico                                                                 |
|          | Museo Gaspare Spontini                                           | museo italiano a Maiolati Spontini                              | it:Via Spontini, 15 - Maiolati Spontini it:Via Gaspare Spontini 36, 60030 Maiolati Spontini it:Via Gaspare Spontini, 15 ‒ 60030 Maiolati Spontini (AN) | Maiolati Spontini  | 43.476627°N 13.11798°E                        | museo specializzato casa museo                                                                    |
|          | Museo Nazionale Rossini                                          | museo nel comune italiano di Pesaro                             | it:Via Giambattista Passeri, 72 - 61121 Pesaro (PU) it:Via Passeri 72, 61121 Pesaro                                                                    | Pesaro             | 43.909573°N 12.90809°E                        | museo specializzato museo                                                                         |
|          | Museo Pio IX                                                     | museo italiano                                                  | it:Via Mastai, 14 it:Via G.M. Mastai, 14 - Senigallia it:Via Mastai, 14, 60019 Senigallia (AN)                                                         | Senigallia         | 43.71477°N 13.217496°E                        | museo specializzato museo d'arte museo religioso                                                  |
|          | Cartoteca storica delle Marche                                   | museo a Serra San Quirico, Marche, Italia                       | it:Complesso Santa Lucia, via Marcellini 72, Serra San Quirico                                                                                         | Serra San Quirico  | 43.448006°N 13.014792°E                       | museo specializzato                                                                               |

## museo storico
| immagine | voce                                | descrizione     | indirizzo | località  | coordinate             | tipo                              |
| -------- | ----------------------------------- | --------------- | --- | --------- | ---------------------- | --------------------------------- |
|          | Museo della città di Ancona         | museo italiano  | it:Piazza del Plebiscito, - Ancona it:Piazza del Plebiscito, 60100 Ancona (AN) it:Piazza del Plebiscito 4, 60121 Ancona | Ancona    | 43.6193°N 13.5119°E    | museo storico museo archeologico  |
|          | mostra permanente Filippo Marchetti | museo italiano  | it:Via Luigi Maurizi, 24 - Bolognola                                                                                    | Bolognola | 42.99357°N 13.228641°E | museo storico museo della musica  |
|          | museo della Liberazione di Ancona   | museo in Italia | it:via dell'Arengo 11, 60020 Offagna (AN)                                                                               | Offagna   | 43.52717°N 13.440268°E | museo storico museo specializzato |
|          | Museo della Città                   | museo di Urbino | it:Via Valerio, - Urbino                                                                                                | Urbino    | 43.72485°N 12.637952°E | museo storico                     |

## oratorio
| immagine | voce                              | descrizione                  | indirizzo                                | località | coordinate          | tipo                                                |
| -------- | --------------------------------- | ---------------------------- | ---------------------------------------- | -------- | ------------------- | --------------------------------------------------- |
|          | oratorio di San Giovanni Battista | edificio religioso di Urbino | it:Via Federico Barocci 31, 61029 Urbino | Urbino   | 43.7256°N 12.6345°E | oratorio edificio religioso museale museo religioso |

## orto botanico
| immagine | voce                                      | descrizione             | indirizzo                                                        | località | coordinate                                                           | tipo                                                 |
| -------- | ----------------------------------------- | ----------------------- | ---------------------------------------------------------------- | -------- | -------------------------------------------------------------------- | ---------------------------------------------------- |
|          | Orto botanico dell'Università di Camerino | orto botanico in Italia | it:Viale Oberdan - Camerino it:Viale Oberdan, S/N - 1 - Camerino | Camerino | 43.13538°N 13.06934°E 43.135554°N 13.069455°E 43.13565°N 13.068325°E | orto botanico bene immobile museo di storia naturale |

## palazzo
| immagine | voce                  | descrizione                  | indirizzo                       | località | coordinate                                      | tipo                                                             |
| -------- | --------------------- | ---------------------------- | ------------------------------- | -------- | ----------------------------------------------- | ---------------------------------------------------------------- |
|          | Palazzo Castiglioni   |                              | it:C.so Garibaldi, 87 - Cingoli | Cingoli  | 43.376716°N 13.214677°E 43.376774°N 13.214657°E | palazzo museo storico edificio religioso museale museo religioso |
|          | Palazzo Bracci Pagani | palazzo storico di Fano (PU) |                                 | Fano     | 43.844167°N 13.016065°E                         | palazzo museo                                                    |

## palazzo italiano
| immagine | voce               | descrizione           | indirizzo                                                    | località   | coordinate              | tipo                                      |
| -------- | ------------------ | --------------------- | ------------------------------------------------------------ | ---------- | ----------------------- | ----------------------------------------- |
|          | Palazzetto Baviera | palazzo di Senigallia | it:piazza del Duca, 1 it:Piazza del Duca 1, 60019 Senigallia | Senigallia | 43.715272°N 13.219471°E | palazzo italiano casa museo palazzo museo |

## pinacoteca
| immagine | voce                                                       | descrizione               | indirizzo | località            | coordinate                                     | tipo                                                                |
| -------- | ---------------------------------------------------------- | ------------------------- | --- | ------------------- | ---------------------------------------------- | ------------------------------------------------------------------- |
|          | pinacoteca civica                                          | museo italiano            | it:Piazza Arringo, 7 - Ascoli Piceno it:Piazza Arringo 7, 63100 Ascoli Piceno                                | Ascoli Piceno       | 42.8533°N 13.577°E                             | pinacoteca museo d'arte                                             |
|          | Pinacoteca civica Bruno Molajoli                           | museo di Fabriano         | it:piazza Papa Giovanni Paolo II, 2 ‒ 60044 Fabriano (AN) it:Piazza Giovanni Paolo Ii 2, 60044 Fabriano      | Fabriano            | 43.335571°N 12.903523°E                        | pinacoteca museo d'arte museo d'arte moderna                        |
|          | Pinacoteca internazionale d'arte francescana contemporanea | museo italiano            | it:Piazza Sant'Antonio, 5 - 60015 Falconara Marittima (AN)                                                   | Falconara Marittima | 43.629537°N 13.391859°E 43.62899°N 13.393097°E | pinacoteca museo d'arte moderna museo specializzato museo religioso |
|          | Pinacoteca San Domenico                                    | pinacoteca a Fano, Italia | it:Via Arco D'Augusto, 61032 Fano PU it:Via Arco di Augusto, snc - Fano it:Via Arco d'Augusto 51, 61032 Fano | Fano                | 43.8448°N 13.0165°E                            | pinacoteca museo d'arte museo religioso                             |
|          | Pinacoteca civica di Fermo                                 | museo di Fermo            | it:Piazza del Popolo, 1                                                                                      | Fermo               | 43.161835°N 13.718434°E                        | pinacoteca museo d'arte                                             |

## rete museale
| immagine | voce                          | descrizione    | indirizzo                                                                                                | località            | coordinate          | tipo                                                                   |
| -------- | ----------------------------- | -------------- | --- | ------------------- | ------------------- | ---------------------------------------------------------------------- |
|          | Polo museale di San Francesco | museo italiano | it:Piazza San Francesco, 6 - Montefiore dell'Aso it:Piazzale San Francesco 42, 63062 Montefiore dell'Aso | Montefiore dell'Aso | 43.0518°N 13.7501°E | rete museale museo d'arte moderna museo etnografico museo museo d'arte |

## rocca
| immagine | voce            | descrizione                                  | indirizzo                                                                  | località   | coordinate                                     | tipo                                                                       |
| -------- | --------------- | -------------------------------------------- | -------------------------------------------------------------------------- | ---------- | ---------------------------------------------- | -------------------------------------------------------------------------- |
|          | Rocca Roveresca | rocca nel comune italiano di Senigallia (AN) | it:piazza del Duca, 2 - Senigallia it:Piazza del Duca 22, 60019 Senigallia | Senigallia | 43.715012°N 13.220008°E 43.71526°N 13.220403°E | rocca edificio militare museo museo nazionale italiano parco storico museo |

## sito archeologico
| immagine | voce                               | descrizione                                                                              | indirizzo | località       | coordinate                                                            | tipo                                                                                         |
| -------- | ---------------------------------- | ---------------------------------------------------------------------------------------- | --- | -------------- | --------------------------------------------------------------------- | -------------------------------------------------------------------------------------------- |
|          | parco archeologico Falerio Picenus | sito archeologico nel comune italiano di Falerone (FM)                                   | it:Via Pozzo, Fraz. Piane 28, Falerone                                                                        | Falerone       | 43.10145°N 13.49616°E                                                 | sito archeologico parco archeologico                                                         |
|          | Cisterne romane di Fermo           | sistema romano sotterraneo di ricezione e inalveazione dell'acqua piovana, Fermo, Italia | it:Via degli Aceti, 1 it:Via degli Aceti - Fermo it:Via degli Aceti - Fermo it:Via degli Aceti 1, 63900 Fermo | Fermo          | 43.16122°N 13.71945°E 43.160511°N 13.721529°E 43.161343°N 13.719859°E | sito archeologico cisterna romana manufatto archeologico museo edificio civile storico museo |
|          | Helvia Recina                      | area archeologica di Macerata                                                            | it:Via Teatro Romano - Macerata                                                                               | Macerata       | 43.327956°N 13.424089°E                                               | sito archeologico parco archeologico museo                                                   |
|          | area archeologica di Potentia      |                                                                                          | it:Strada Statale 16 Adriatica - Porto Recanati it:Strada Statale 16 Adriatica 13, 62017 Porto Recanati       | Porto Recanati | 40.63875°N 15.804194°E 43.4141°N 13.6712°E 43.42081°N 13.665238°E     | sito archeologico città bene immobile parco archeologico museo nazionale italiano museo      |
|          | area archeologica la Fenice        | museo italiano                                                                           | it:Viale Leopardi, teatro "La Fenice" - Senigallia                                                            | Senigallia     | 43.7123°N 13.2184°E                                                   | sito archeologico museo parco archeologico                                                   |

## stazione ferroviaria dismessa
| immagine | voce                                                  | descrizione                                                        | indirizzo                                                                           | località    | coordinate              | tipo                                                   |
| -------- | ----------------------------------------------------- | ------------------------------------------------------------------ | ----------------------------------------------------------------------------------- | ----------- | ----------------------- | ------------------------------------------------------ |
|          | ex stazione di Servigliano - Museo Casa della Memoria | ex stazione ferroviaria e museo nel comune italiano di Servigliano | it:Via Enrico Fermi, 16 - 63839 Servigliano (FM) it:Via Fermi 16, 63839 Servigliano | Servigliano | 43.077821°N 13.489649°E | stazione ferroviaria dismessa museo storico casa museo |

## studiolo
| immagine | voce                                | descrizione                                     | indirizzo                                     | località | coordinate             | tipo     |
| -------- | ----------------------------------- | ----------------------------------------------- | --------------------------------------------- | -------- | ---------------------- | -------- |
|          | Studiolo di Federico da Montefeltro | uno degli ambienti del Palazzo Ducale di Urbino | it:Piazza Duca Federico, 107, 61029 Urbino PU | Urbino   | 43.72474°N 12.636628°E | studiolo |

## teatro
| immagine | voce               | descrizione     | indirizzo                    | località | coordinate             | tipo                                |
| -------- | ------------------ | --------------- | ---------------------------- | -------- | ---------------------- | ----------------------------------- |
|          | Teatro dell'Aquila | teatro di Fermo | it:Via G. Mazzini, 8 - Fermo | Fermo    | 43.160382°N 13.71767°E | teatro casa museo museo etnografico |

## villa
| immagine | voce            | descrizione        | indirizzo                        | località | coordinate              | tipo                                                        |
| -------- | --------------- | ------------------ | -------------------------------- | -------- | ----------------------- | ----------------------------------------------------------- |
|          | Villa Imperiale | edificio di Pesaro | it:Strada di San Bartolo, Pesaro | Pesaro   | 43.920989°N 12.879661°E | villa palazzo museo museo d'arte edificio religioso museale |